# Doug Wamble
Doug Wamble (* 1974 in Clarksville, Tennessee) ist ein US-amerikanischer Gitarrist, Sänger und Songwriter, der Südstaaten-Musik mit ländlichem Blues, Gospel, Swing und Post-Bop verbindet. 
Wamble wuchs in Nashville auf und hatte Klarinetten-Unterricht. Während des College-Besuchs auf der Memphis State wechselte er zur Gitarre; seine frühen Idole waren Albert King, B.B. King und Stevie Ray Vaughan. Durch die Musik des Gitarristen Charlie Christian kam er zum Jazz; er studierte an der Memphis State University, um Toningenieur zu werden. Unter dem Eindruck eines Harry-Connick-Jr.-Konzerts  mit dem Gitarristen Russell Malone entschied er sich für eine Musikerkarriere, wechselte an die University of North Florida in Jacksonville; seinen Master erwarb er schließlich an der Northwestern University in Chicago. 1997 zog er  nach New York City, wo er mit Wynton Marsalis und dem Lincoln Center Jazz Orchestra arbeitete, später trat er mit Madeleine Peyroux und Cassandra Wilson auf, auf deren Album Traveling Miles (1999) er zu hören ist. Auf dem Label von Branford Marsalis erschien 2003 sein Debütalbum Country Libations, gefolgt von Bluestate im Jahr 2005. Auf seinem dritten, von Lee Townsend produzierten Album spielte Wamble mit Gastmusikern wie Charlie Hunter, Carrie Rodriguez und Steven Bernstein. 2022 legte er das Album Blues in the Present Tense (Halcyonic) vor.
Er lebt im New Yorker Stadtteil Bronx.
Zu seinen Einflüssen zählt Wamble den Ellington-Posaunisten Tricky Sam Nanton, die Steel-Gitarristen Robert Randolph und Aubrey Ghent sowie Derek Trucks und David Tronzo.
Wamble heiratete 2016 die Sängerin Morgan James, deren erstes Studioalbum er auch produziert hatte.